# Llibre de Judit
El Llibre de Judit (יהודית, ‘La jueva’) és un llibre deuterocanònic inclòs a la Bíblia dels Setanta (LXX), així com a l'Antic Testament catòlic i ortodox, protagonitzat per l'heroïna del mateix nom. Ubicat entre els llibres de Tobies i Ester a la Bíblia catòlica, és considerat no canònic per les versions protestants, així com als textos del judaisme, per les inexactituds històriques del llibre.

## Argument

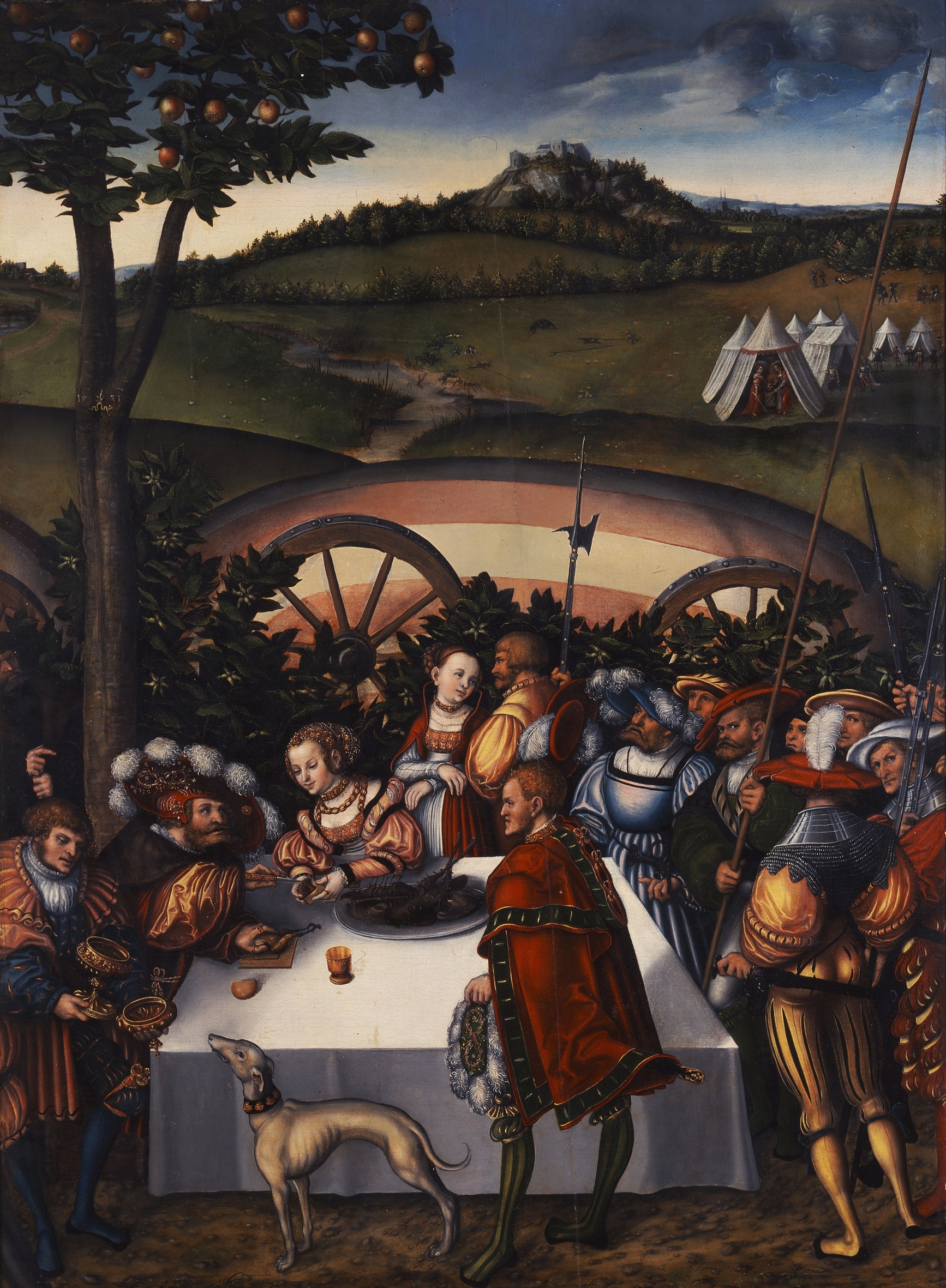
Judit a la taula d'Holofernes, de Lucas Cranach el Vell, s. XV)

El llibre conta la història d'una vídua hebrea, Judit filla de Merarí, en plena guerra d'Israel contra l'exèrcit assiri. De belles faccions, alta educació i enorme pietat, zel religiós i passió patriòtica, Judit descobreix que el general invasor, Holofernes, s'ha enamorat d'ella. Acompanyada de la seua criada, la vídua descendeix de la seua ciutat murallada i assetjada per l'exèrcit estranger, Betulia, i, enganyant el militar per fer-li creure que està enamorada d'ell, aconsegueix entrar a la seua tenda de campanya. Una vegada allà, en lloc de cedir als seus reclams galants, l'embriaga. Quan Holofernes cau adormit, Judit li talla el cap, sembrant la confusió en l'exèrcit d'Assíria i obtenint d'esta manera la victòria per a Israel.

## Autor i època
L'autor del Llibre de Judit és desconegut. No es coneix amb exactitud la data del llibre. Tanmateix, s'especula que Judit va ser escrit en temps dels Macabeus (a mitjans del segle ii aC).
El llibre de Judit va ser originàriament escrit en hebreu. Les seues versions més antigues són traduccions gregues, i no se n'han conservat en l'idioma original; l'hebreu original es revela en els detalls de redacció i vocabulari. Les versions existents en idioma hebreu són medievals, o bé idèntiques a la traducció grega, o bé són versions més breus que contradiuen la versió més llarga en molts detalls concrets de la història.

## Gènere a què pertany

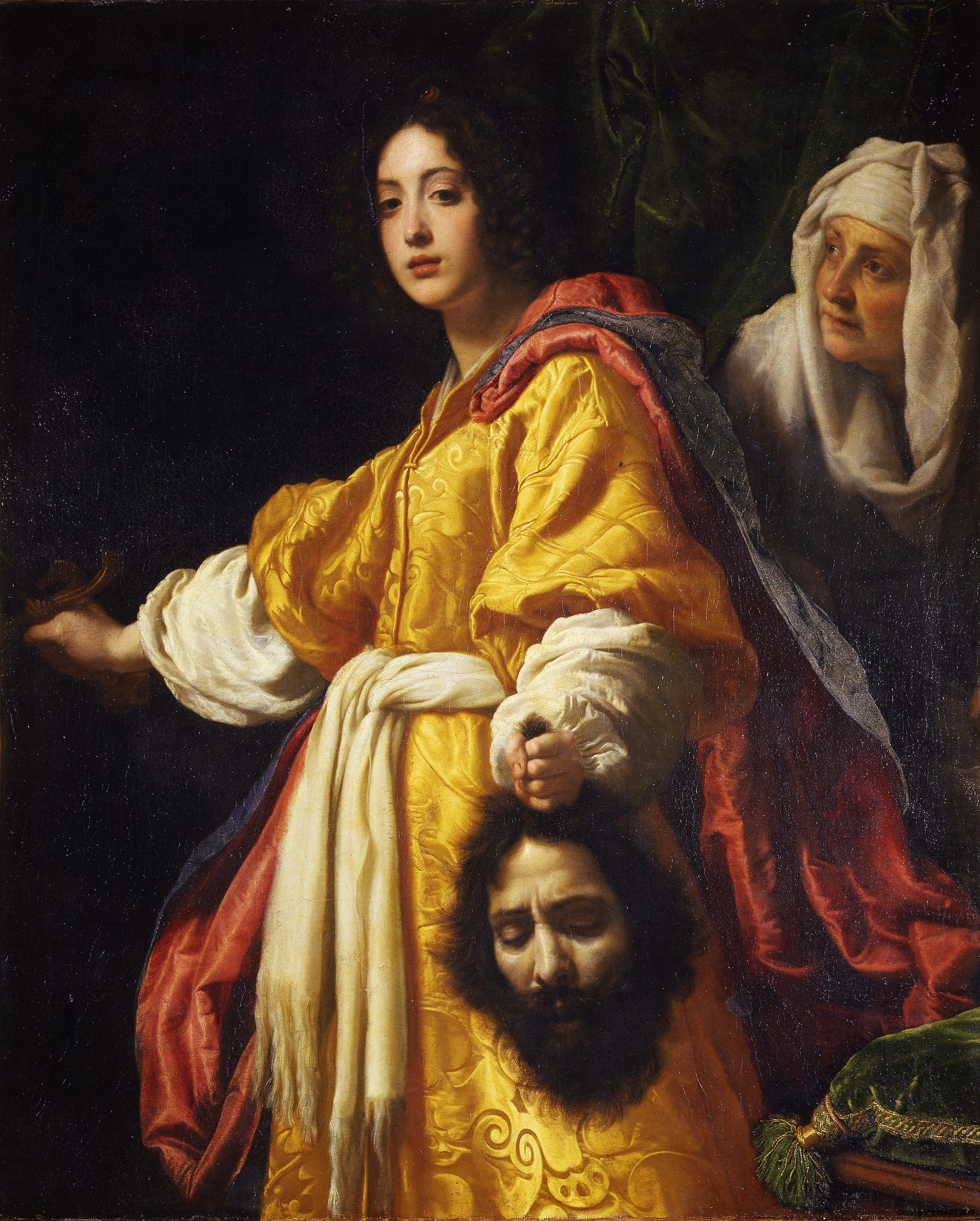
Judit amb el cap d'Holofernes, de Cristofano Allori, 1613 (Royal Collection, Londres)

Judit és una «novel·la històrica hebrea», gènere literari ja extint que, fent ús de recursos presos de la novel·la històrica, complia una clara funció de narració edificant d'exaltació del patriotisme i la religiositat pietosa. Si en veritat va ser compost en l'època macabea, llavors el seu objectiu era impulsar la resistència dels jueus contra els seus invasors per mitjà de la narració de l'heroica i arriscada gesta d'una heroïna del passat en semblants circumstàncies.

## Inexactituds històriques del llibre
Concentrat en l'aspecte religiós de la lluita de Judit i en el paper que complix Déu en la victòria israelita, l'autor es despreocupa de les precisions històriques. És també molt possible que haja acumulat deliberadament inexactituds, a fi de desapegar l'episodi narrat d'un context històric precís i convertir-lo en una peça intemporal i més abstracta. Aquesta deliberada falta de preocupació sobre el context s'evidencia ja en el mer començament de Judit: «L'any dotzé del regnat de Nabucodonosor, que va regnar sobre els assiris en la gran ciutat de Nínive…» (Jdt 1:1). Nabucodonosor no va ser rei dels assiris sinó dels seus enemics els caldeus, i no va regnar a Nínive sinó a Babilònia. Nínive no existia ja en els temps de Nabucodonosor, ja que havia estat destruïda per son pare, Nabopolassar de Babilònia.
Els editors de l'Enciclopèdia Jueua identifiquen el campament d'Holofernes amb la ciutat de Siquem. Els assiris, en lloc de tractar de forçar el pas, posen setge a la ciutat de Betulia i tallen el seu subministrament d'aigua. Encara que Nabucodonosor va conquerir Judà en la realitat, a la descripció del llibre de Judit no ocorre així.

## Sentit religiós
L'autor intenta provar, per damunt de tot, la intervenció de Déu en l'alliberament de Betulia. Dit d'una altra forma, tot el llibre es referix al mode en què Déu pot utilitzar un instrument humà (Judit en este cas) per a obtindre el resultat perseguit.
El llibre de Judit està impregnat de legalitat i patriotisme, i, concentrant la seua atenció en el drama religiós que allí es desenvolupa, l'estil i el tema que desenvolupa l'autor anònim fa que, en certa forma, el Llibre de Judit estiga emparentat amb l'Apocalipsi, que s'escriuria diversos segles després. En ambdós llibres hi ha una fera lluita entre el Bé i el Mal; el Poble de Déu es troba debilitat en aparença i pareix condemnat a l'extermini; i finalment Déu, per mitjà d'una acció inesperada i desconcertant per a tots menys per al teòleg, aconseguix que Israel obtinga la victòria.

## Judit i l'art

### Escultura

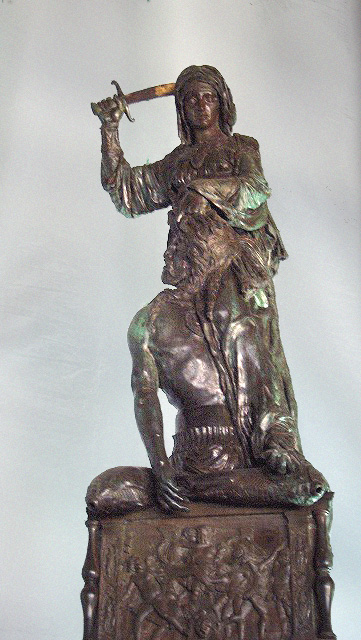
Judit i Holofernes de Donatello

- Judit i Holofernes, la famosa escultura de bronze de Donatello, porta implícit el rerefons al·legòric, ineludible a l'antic renaixement florentí, del valor de la comuna contra la tirania.

### Música
- Alessandro Scarlatti va escriure un oratori en 1693, La Giuditta.
- Juditha triumphans va ser escrita en 1716 per Antonio Vivaldi.
- Mozart va compondre en 1771 La Betulia Liberata (KV 118), amb un llibret de Pietro Metastasio.
- Judit òpera del compositor rus Aleksandr Serov.

### Pintura
Michelangelo va pintar una Judit en el cantó de la capella Sixtina. Altres pintors italians, que van tractar el tema Botticelli, Giorgione, Tiziano, Paolo Veronese, Caravaggio, Leonello Spada, Bartolomeo Manfredi i Artemisia Gentileschi. En el nord, Lucas Cranach, Rembrandt i Peter Paul Rubens van utilitzar la història. En l'art europeu, Judit normalment va acompanyada per la seua empleada domèstica, el que ajuda a distingir-la de Salomé, que porta el cap d'una font de plata. Tanmateix, hi ha una tradició del Nord en què Judit va acompanyada per la serventa i a més porta una font de plata, el quadro d'Erwin Panofsky és pres com a exemple dels coneixements necessaris en l'estudi de la iconografia.
En el Renaixement, especialment a Alemanya hi ha un interés cap a les dones meritòries i heroïnes, quasi a la parell dels seus referents masculins. Els temes que combinen el sexe i la violència també són populars entre els col·leccionistes. Igual que Lucrècia, Judit va ser objecte d'un nombre desproporcionat d'antics gravats, a vegades es mostra despullada. Barthel Beham ha gravat tres composicions del tema, i altres poc coneguts mestres van fer diversos més. Jacopo de'Barberi, Girolamo Mocetta sobre un disseny de Mantegna. Parmigianino, i Jacques Callot també van fer còpies de la matèria. La primera impressió de reproducció de la seua obra, encarregat per Rubens va ser un gravat de Cornelius Galle de la seua violenta "gran Judith", ara en el Palazzo Barberini. Judit és una de les dones virtuoses que Van Beverwijck menciona en la seua disculpa 1639 sobre la superioritat de les dones sobre els hòmens. Judit fou representada per Eglon Van der Neer.

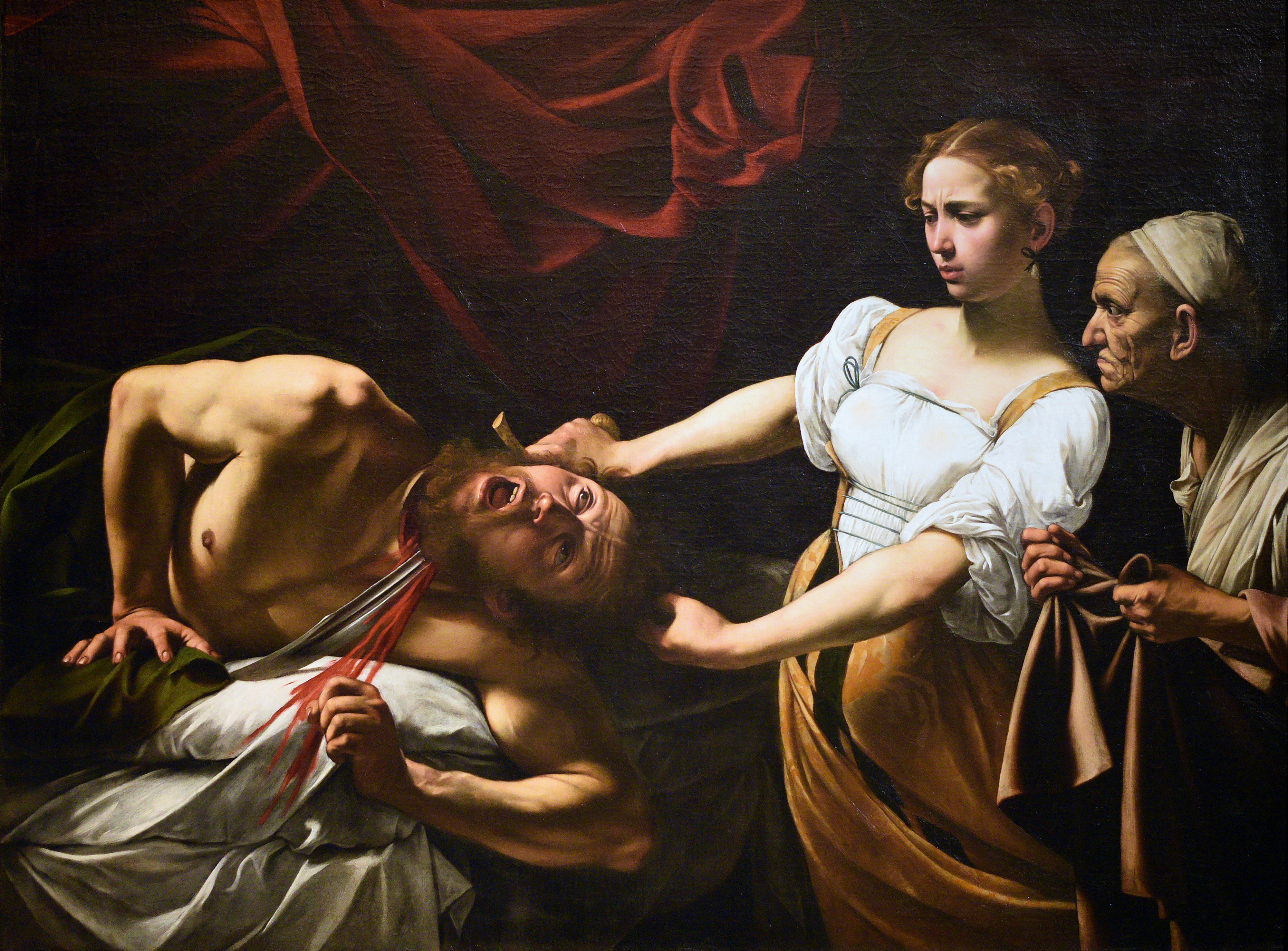
Judit decapitant Holofernes, de Caravaggio
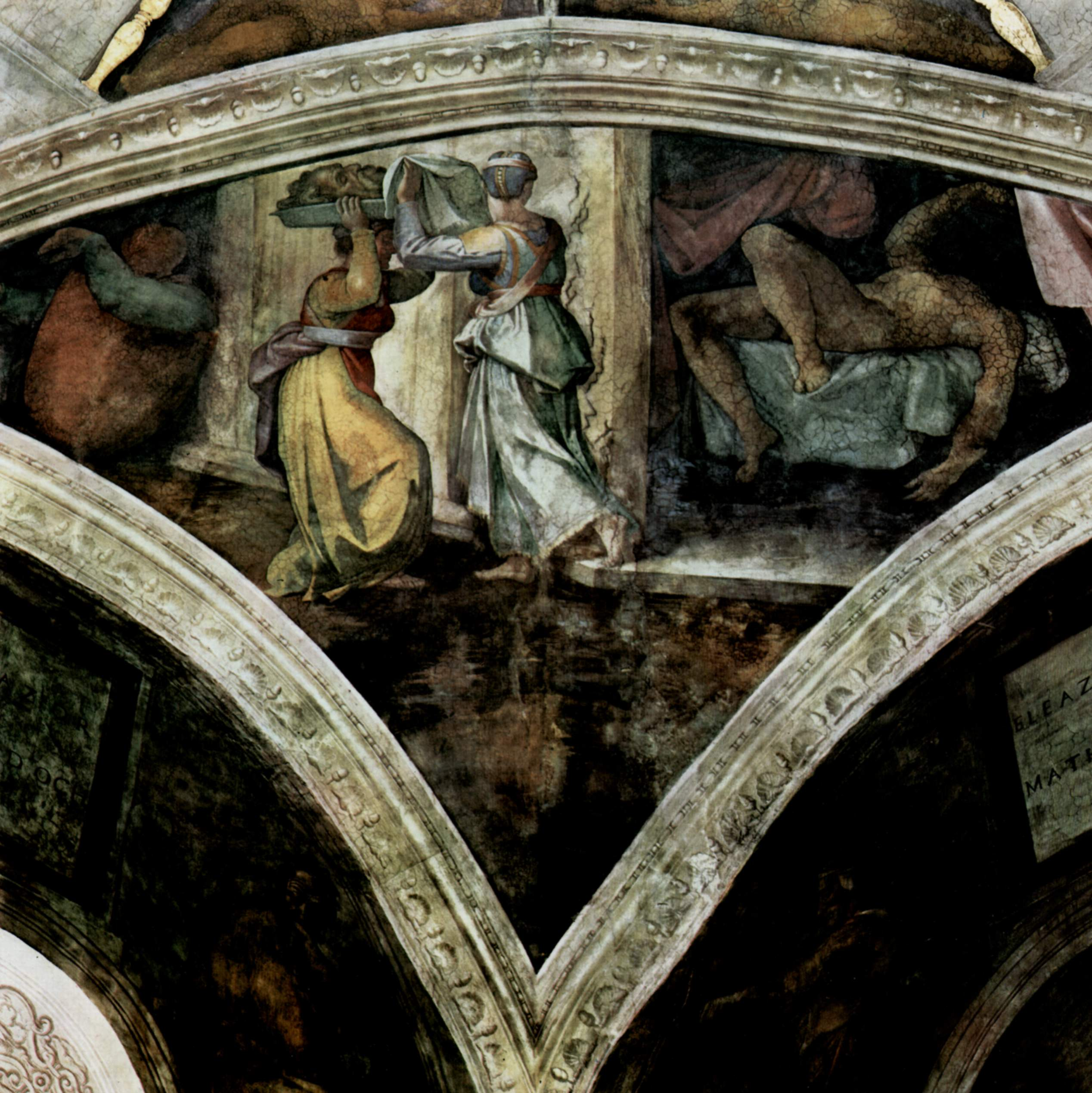
Judith portant el cap d'Holofernes, de Miquel Àngel
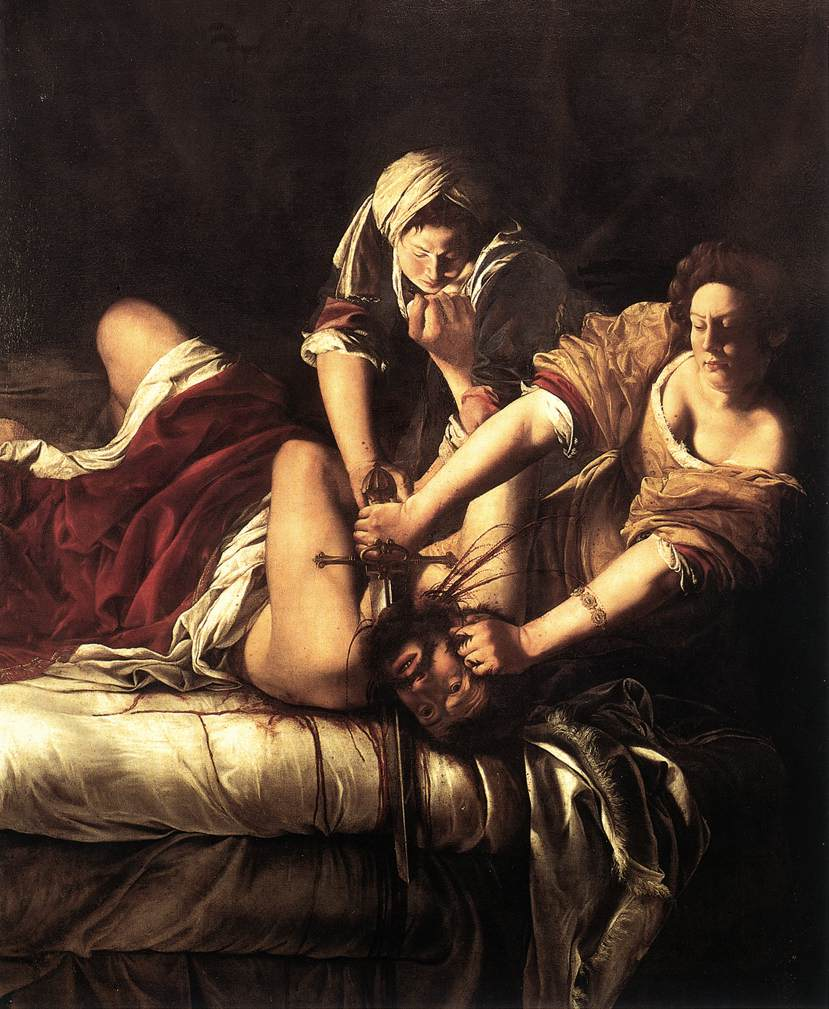
Judit decapitant a Holofernes d'Artemisia Gentileschi
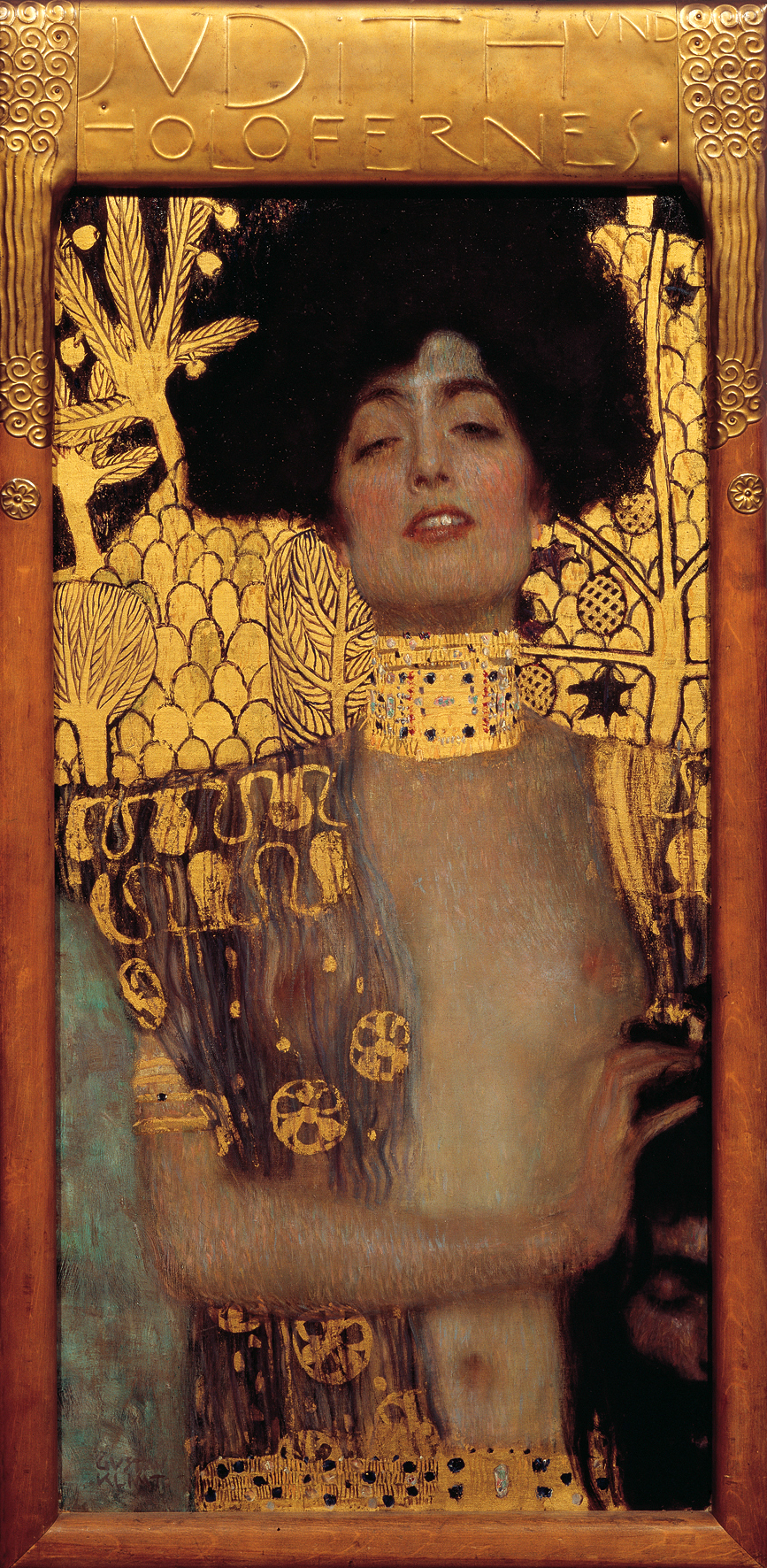
Judit I de Gustav Klimt

### Prosa i poesia
- L'abat anglosaxó Aelfric d'Eynsham va escriure una homilia sobre Judit coneguda com l'Homilia de Judit. Un poema escrit en anglès antic també tracta a la decapitació de Holofernes. Es coneix com el poema de Judit.

- En el Renaixement, la història de Judit es va convertir en un exemplum de la valentia de la població local contra els governs tirànics estrangers. L'humanista dàlmata Marko Marulic (1450-1524) reformula la història de Judit en la seua obra literària renaixentista, Judita. La seua inspiració va vindre de l'heroica lluita dels croats contra els otomans a Europa.